# Frank Doyle (hockey sur glace)
Frank Doyle (né le 8 septembre 1980 à Guelph, Ontario, Canada) est un joueur professionnel de hockey sur glace. Il évolue en tant que gardien de but.

## Trophées et honneurs personnels
ECHL
- 2005 : nommé meilleur joueur du Match des étoiles.